# Nyköpings bryggeri

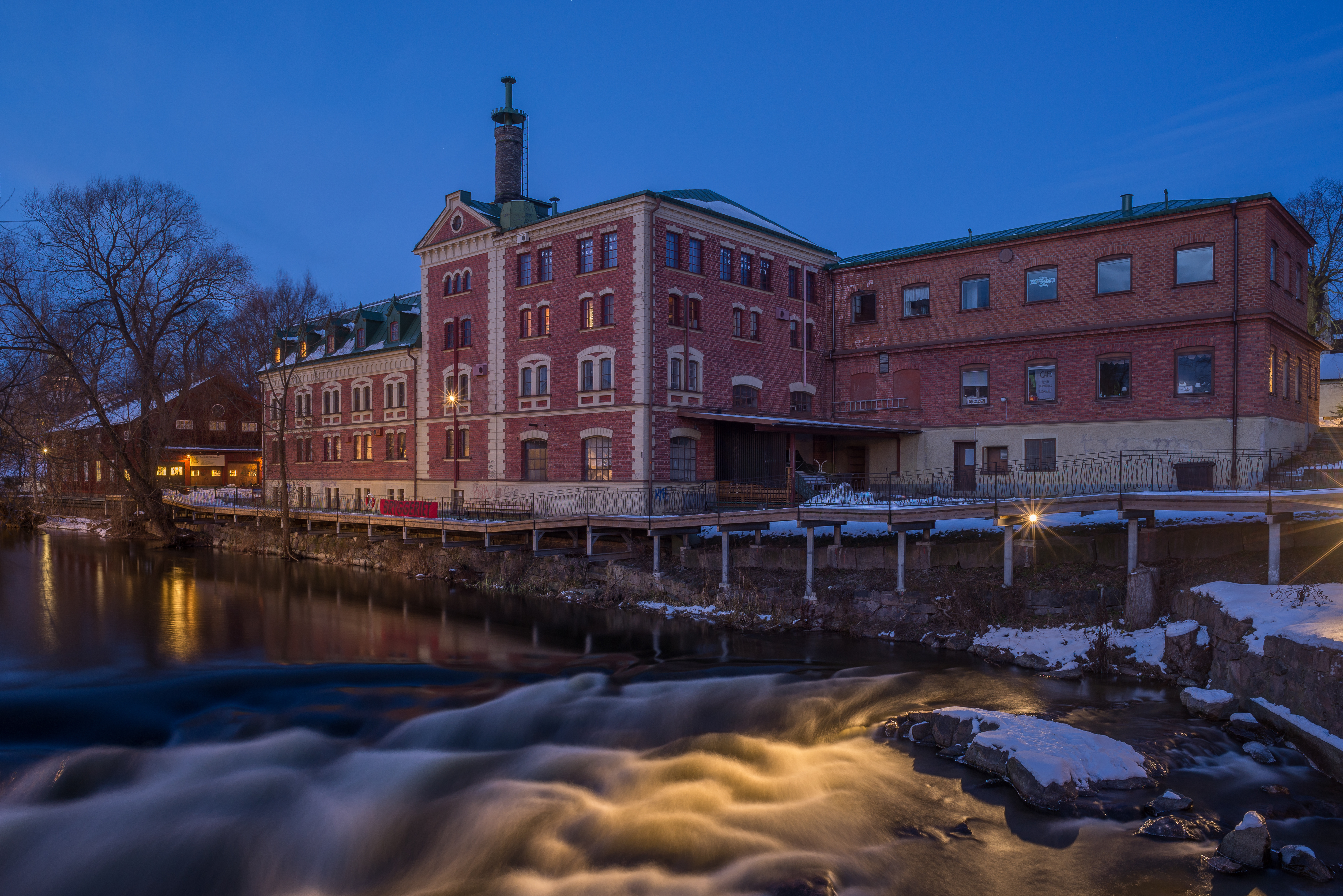
Gamla bryggeriet

Nyköpings bryggeri började byggas på 1880-talet och startade sin verksamhet 1885 efter att ha slagits ihop med Gribergs bryggeri (1883 – 1905) och Lindebergs ångbryggeri (– 1905). Antalet anställda uppgick vid starten till cirka 20 personer för att 1955 vara dubbelt så många. 1969 blev bryggeriet uppköpt av Pripps och nedlagt. Idag är området ett kulturcentrum  – Bryggeriet – med konsthantverkare och konstnärer.

## Bilder

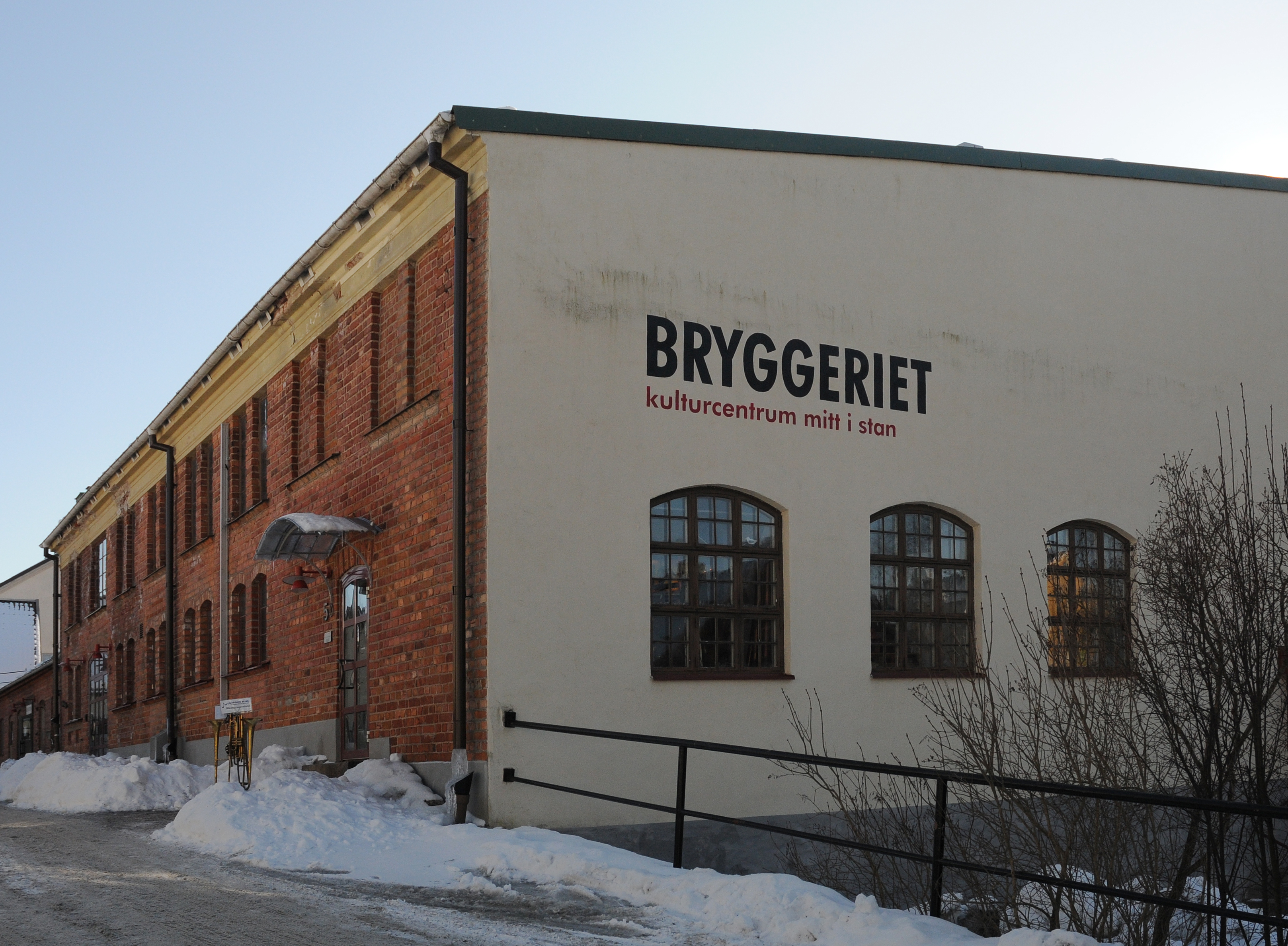
Bryggeriet kulturcentrum.
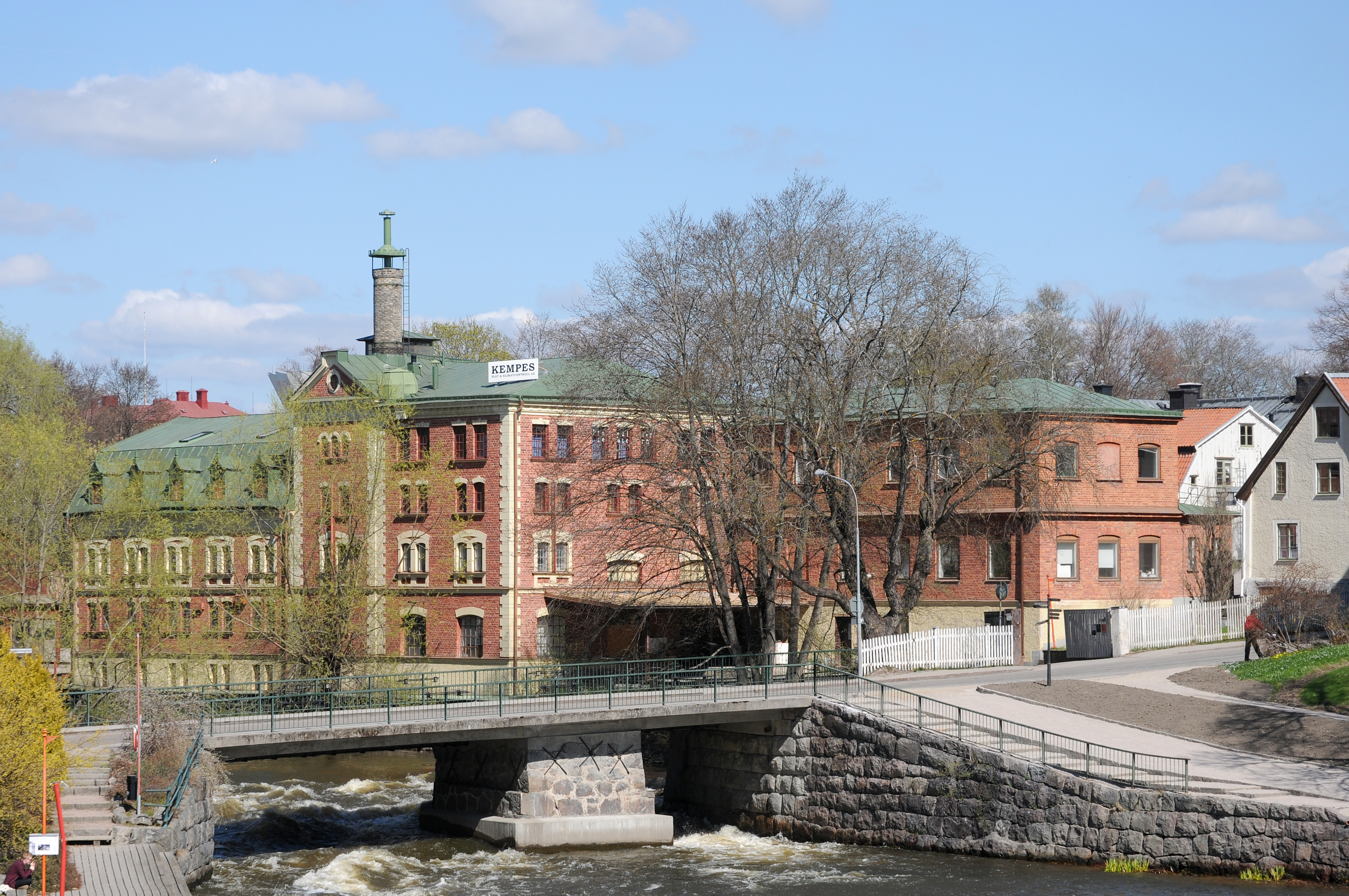
Gamla bryggeriet från Nyköpingshus.
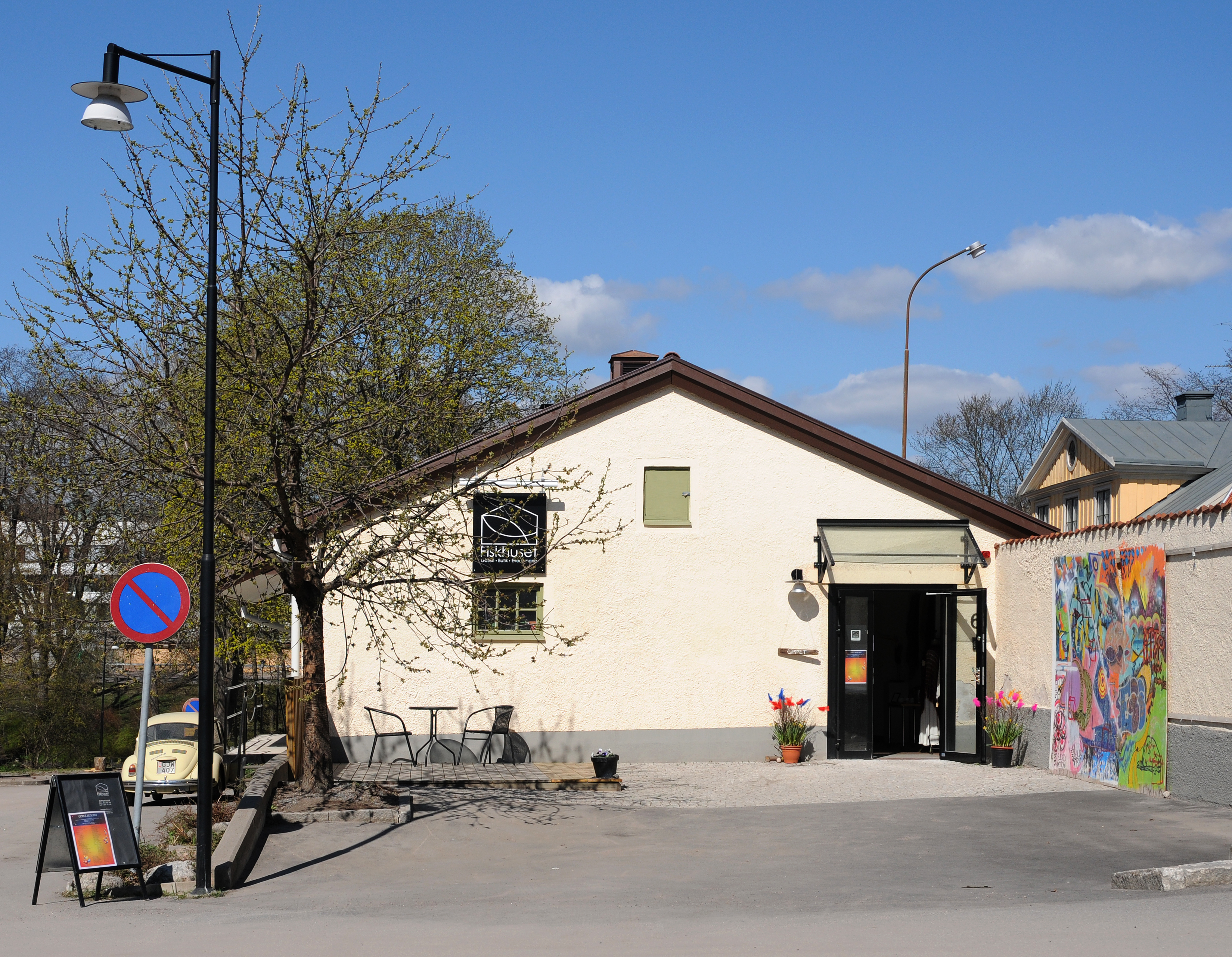
Galleri Fiskhuset.